# Pontlatzerský most
Pontlatzerský most (také Pontlatzký most) je silniční most přes řeku Inn v horní části údolí řeky Inn v Tyrolsku v nadmořské výšce 863 m mezi obcemi Flieẞ a Prutz asi 12 km jižně od Landecku.

## Historie
V tomto místě existoval most už v době římské a vedla pře něj cesta Via Claudia Augusta. Název je odvozen od latinského Pont Ladis, což znamená most Ladis.
U mostu proběhly vítězné bitvy proti bavorským jednotkám v roce 1703 v období války o španělské dědictví a 1809 v době napoleonských válek.
V roce 1703 okupoval Tyroly bavorský kurfiřt Maxmilián II. Emanuel. Jeho vojáci byli poraženi na úzké silnici pod strmými srázy u mostu, když pochodovali k průsmyku Reschen. Tyrolští obránci na vojáky shazovali kameny a odstřelovali je střelci schovaní na svazích. Vítězství a nízké ztráty daly podnět k povstání a Maxmilián II. Emanuel musel 26. července uprchnout z Innsbrucku.
V roce 1809 vtrhly bavorské jednotky do Tyrol proti povstalcům. Mezi Prutz a Pontlatz 8. a 9. července byly povstalci poraženy. Tato bitva s malými ztrátami je považována za jedno ze tří hlavních vítězství proti Napoleonovi.
Pontlatzerský most až do roku 1978 tvořil oficiální hranici mezi soudním okresem Ried v horní částí údolí Inn a soudním okresem Landeck.

## Most
Současný železný obloukový most byl postaven v roce 1899. Výstavbou zemské silnice Reschenstraße na pravém břehu řeky Inn je most méně vytížen. Most je kulturní památkou Tyrol.

## Památník
Na počest bitev v roce 1703 a 1809 byl postaven památník, který se nachází u Pontlatzerského mostu ne levém břehu řeky Inn. Na podstavci z přírodního kamene a na něm je bronzový orel s roztaženými křídly a s vlajkou v pařátech. Na podstavci je reliéf Madony s dítětem a nápis 1703 – 1809. Památník je kulturní památkou Tyrol.